# Thèque
Pour les articles homonymes, voir Thèque (homonymie).

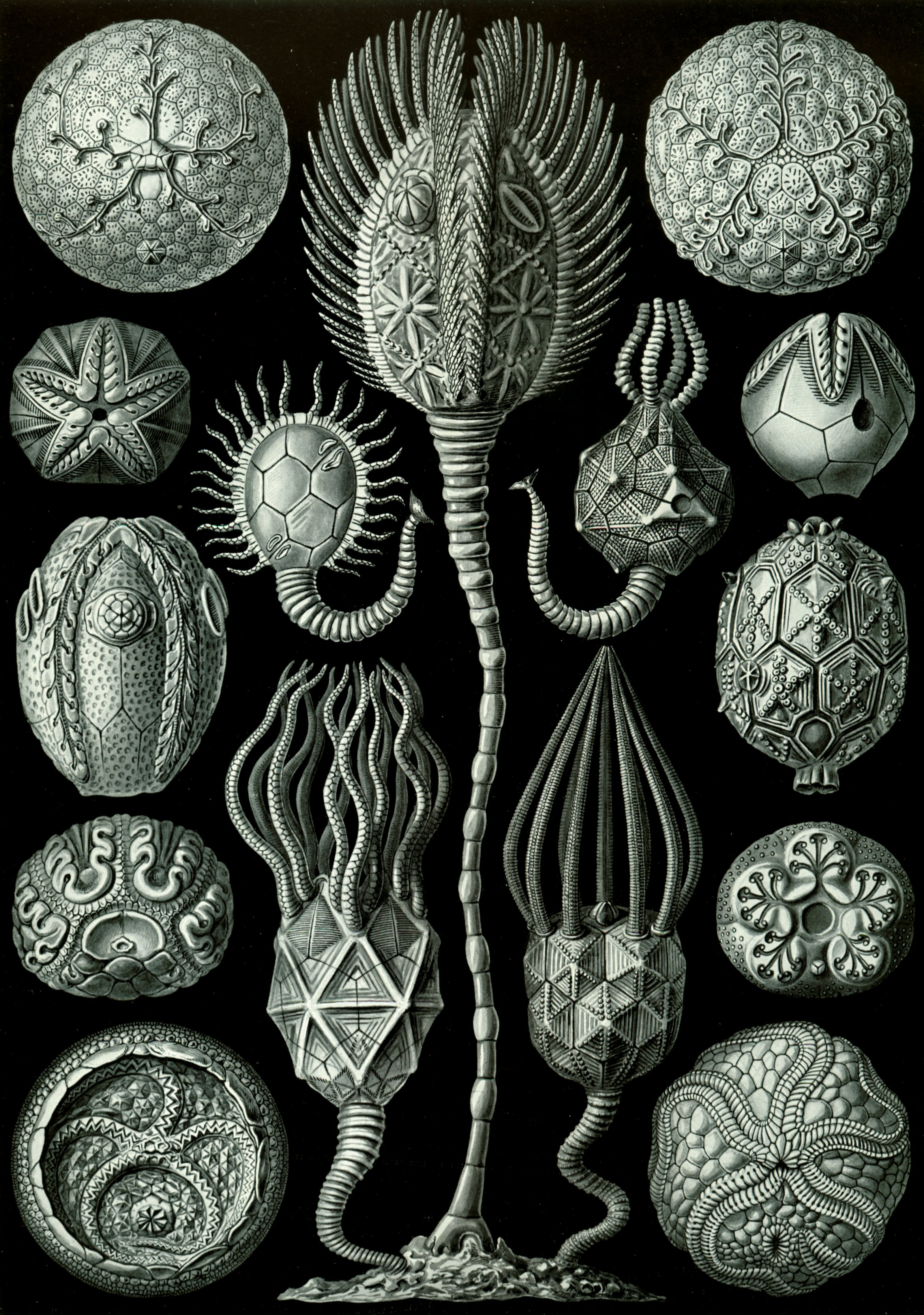
Thèques de cystoïdes dans les Kunstformen der Natur d'Ernst Haeckel (1904).

Le terme thèque désigne une enveloppe dure et minéralisée de composition variable, présentes chez de nombreux organismes. Ce terme vient du grec θήκη (thêkê, « étui, boîte, caisse »).
On parle de thèque en médecine, botanique, mycétologie et zoologie, notamment à propos des réceptacles durs de plusieurs animaux marins :
- Diatomées
- Choanoflagellés
- Dinoflagellés
- Foraminifères
- Thécamœbiens
- Échinodermes sessiles (Crinoïdes, Blastoïdes, Cystoïdes...).